# Archiater

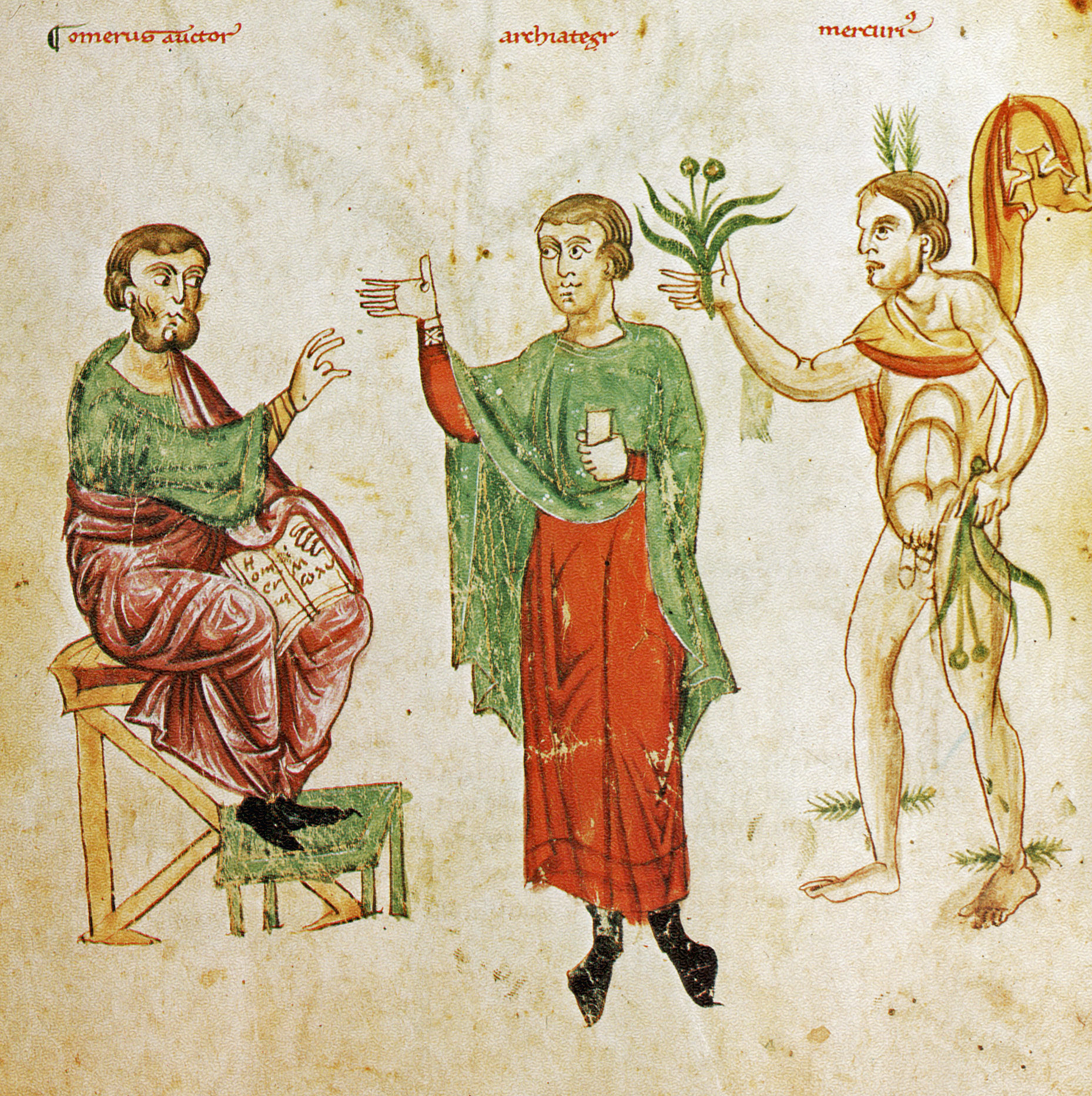
Homer, ein Arzt (archiater) und der Gott Mercurius. Mittelalterliche Kopie einer spätantiken Vorlage (Medicina antiqua), um 1250

Archiatros (altgriechisch ἀρχιατρός „Chefarzt“, „Oberarzt“), lateinische Form Archiater, war in der Antike seit der Periode der Alexandrinischen Medizin eine Bezeichnung für leitende Ärzte, insbesondere Hofärzte bzw. Leibärzte, später auch für beamtete Ärzte. Sie ist der Ursprung des deutschen Wortes „Arzt“.
Die Bezeichnung ist zuerst in einer Inschrift auf Delos aus dem 2. Jahrhundert v. Chr. für den Leibarzt des Königs Antiochos VII. belegt. In der römischen Kaiserzeit wurden spätestens ab dem 3. Jahrhundert n. Chr. die kaiserlichen Leibärzte bzw. Hofärzte offiziell archiatri Palatini genannt; bereits vorher waren sie informell als ἀρχιατροί bezeichnet worden.
Den Titel archiater führten auch vom Staat besoldete Ärzte bzw. Gemeindeärzte, genannt archiatri populares, die mit der Beaufsichtigung der ärztlichen Praxis sowie mit der Unterweisung und Prüfung der angehenden Ärzte betraut waren und eine Art von Medizinalkollegium bildeten (ordo archiatrorum). Ein solches Kollegium bestand in jeder ansehnlichen Stadt.

## Neuzeitliche Verwendung

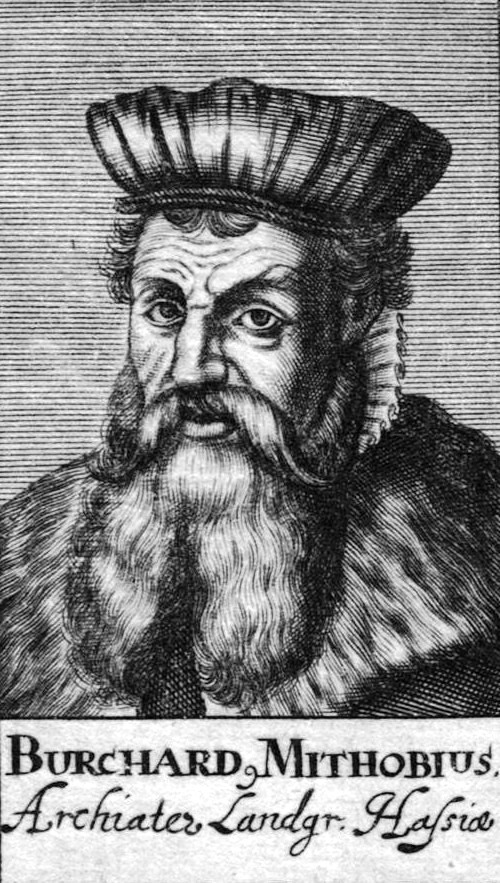
Burkhard Mithoff (1501–1565), Archiater des Landgrafen Philipp I. und der Herzöge Erich I. und Erich II.

In Finnland ist der Titel Archiater (arkkiatri) der höchste medizinische Ehrentitel des Landes. Er wird vom Präsidenten der Republik verliehen und immer nur von einem einzigen Arzt getragen. Der berühmteste finnische Archiater war Arvo Ylppö.
In der frühen Neuzeit wurde unter anderem am französischen, englischen, dänischen und schwedischen Königshof der Titel „Archiater“ für den königlichen Leibarzt verwendet. Auch am russischen Zarenhof wirkten Archiater. In Schweden wurde er von Anfang des 17. Jahrhunderts bis 1856 an insgesamt 36 hervorragende Ärzte verliehen. Im Vatikan trägt der Leibarzt des Papstes traditionell den Titel Archiater (archiatra pontificio).